# Yps – Die Sendung
Yps – Die Sendung war ein Wissensmagazin des Fernsehsenders RTL Nitro, das in den Jahren 2013–2015 ausgestrahlt und von Jan Köppen moderiert wurde.

## Sendung
Das TV-Format ist Teil des Relaunchs der 1975 eingeführten Zeitschrift Yps („mit Gimmick“). Yps – Die Sendung wird seit 2013 im Auftrag von RTL Nitro von Endemol beyond produziert. Die Moderation durch Jan Köppen wird unterstützt von „Doktor Allwissend“.
Die im Dezember 2013 ausgestrahlte Pilotsendung wurde für den Grimme-Preis nominiert. Im Januar 2014 wurde eine erste, zehn Folgen umfassende Staffel bestellt, die ab April 2014 wöchentlich gegen 22 Uhr gesendet wurde.
Zwischen April und November 2015 wurde die aus fünf Folgen bestehende zweite Staffel gesendet. Die Folgenlänge wurde von ca. 25 Minuten in der ersten Staffel auf ca. 55 Minuten in der zweiten Staffel erhöht.

## Episodenliste
Erste Staffel
| Nr. (ges.) | Nr. (St.) | Originaltitel                                  | Erstausstrahlung DE |
| ---------- | --------- | ---------------------------------------------- | ------------------- |
| 1          | 0         | Yps in geheimer Mission (Pilotfolge)           | 2. Dez. 2013        |
| 2          | 1         | Akte Yps                                       | 3. Apr. 2014        |
| 3          | 2         | Yps und die Roboter – Freund oder Feind?       | 10. Okt. 2014       |
| 4          | 3         | Yps rettet die Welt                            | 17. Apr. 2014       |
| 5          | 4         | Yps in der Nacht                               | 24. Apr. 2014       |
| 6          | 5         | Yps versus Aliens                              | 1. Mai 2014         |
| 7          | 6         | Yps und die Jäger der verlorenen Schätze       | 8. Mai 2014         |
| 8          | 7         | Yps daddelt! – Das Phänomen Videospiele        | 15. Mai 2014        |
| 9          | 8         | Yps und die 80er Jahre – Zurück in die Zukunft | 22. Mai 2014        |
| 10         | 9         | Yps und die 90er Jahre – Kult und Revolution   | 29. Mai 2014        |
| 11         | 10        | Detektiv Yps – Anruf genügt                    | 5. Juni 2014        |

Zweite Staffel
| Nr. (ges.) | Nr. (St.) | Originaltitel                   | Erstausstrahlung DE |
| ---------- | --------- | ------------------------------- | ------------------- |
| 12         | 1         | Yps tauscht sich hoch!          | 17. Apr. 2015       |
| 13         | 2         | Yps auf dem Weg zum Superhelden | 26. Mai 2015        |
| 14         | 3         | –                               | 2015                |
| 15         | 4         | –                               | 2015                |
| 16         | 5         | –                               | 2015                |

## DVD
- Yps – Die Sendung – Science Edition, 2014. (Folgen 1–3, 6–7 und 11)
- Yps – Die Sendung – Lifestyle Edition, 2014. (Folgen 4–5 und 8–10)

## Auszeichnungen
- 2014: Nominierung der Folge Yps in geheimer Mission für den Grimme-Preis.